# 鲁雪
鲁雪（法語：Roussieux，法語發音：[ʁusjø]）是法国德龙省的一个市镇，属于尼永斯区。

## 地理
鲁雪（44°19'59"N, 5°28'25"E）面积9.42 平方千米，位于法国奥弗涅-罗讷-阿尔卑斯大区德龙省，该省份为法国东南部内陆省份，北起顺时针与伊泽尔省、上阿尔卑斯省、上普罗旺斯阿尔卑斯省、沃克吕兹省和阿尔代什省接壤。
与鲁雪接壤的市镇（或旧市镇、城区）包括：圣安德烈德罗桑、绍瓦克-洛-蒙托、乌韦兹河畔蒙托邦、蒙费朗-拉法尔、蒙盖、乌韦兹河畔圣欧邦。

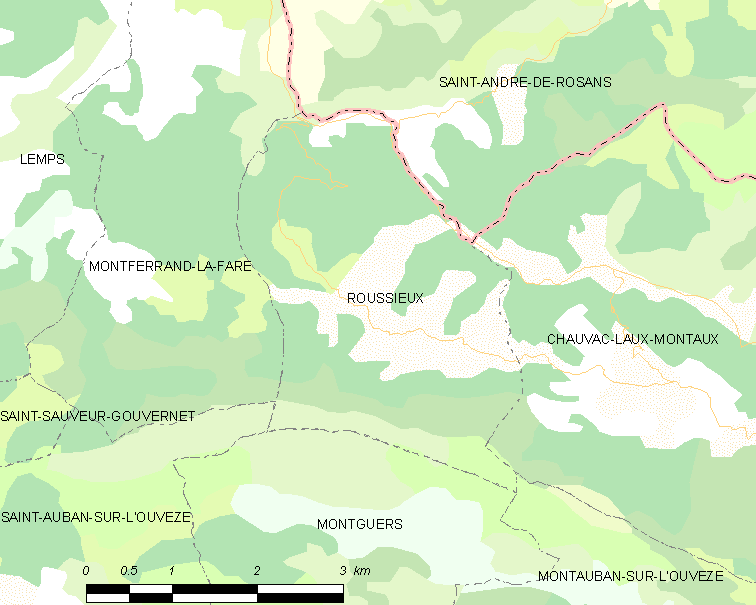
鲁雪的OSM定位图

鲁雪的时区为UTC+01:00、UTC+02:00（夏令时）。

## 行政
鲁雪的邮政编码为26510，INSEE市镇编码为26286。

## 政治
鲁雪所属的省级选区为尼永斯-巴罗尼县。

## 人口

1962-2008年间鲁雪人口变化图示

鲁雪于2022年1月1日时的人口数量为24人。